# Монтабаур
Монтабаур (нім. Montabaur) — місто в Німеччині, розташоване в землі Рейнланд-Пфальц. Входить до складу району Вестервальд. Центр об'єднання громад Монтабаур.
Площа — 33,61 км2. Населення становить 14 213 ос. (станом на 31 грудня 2020).

## Галерея

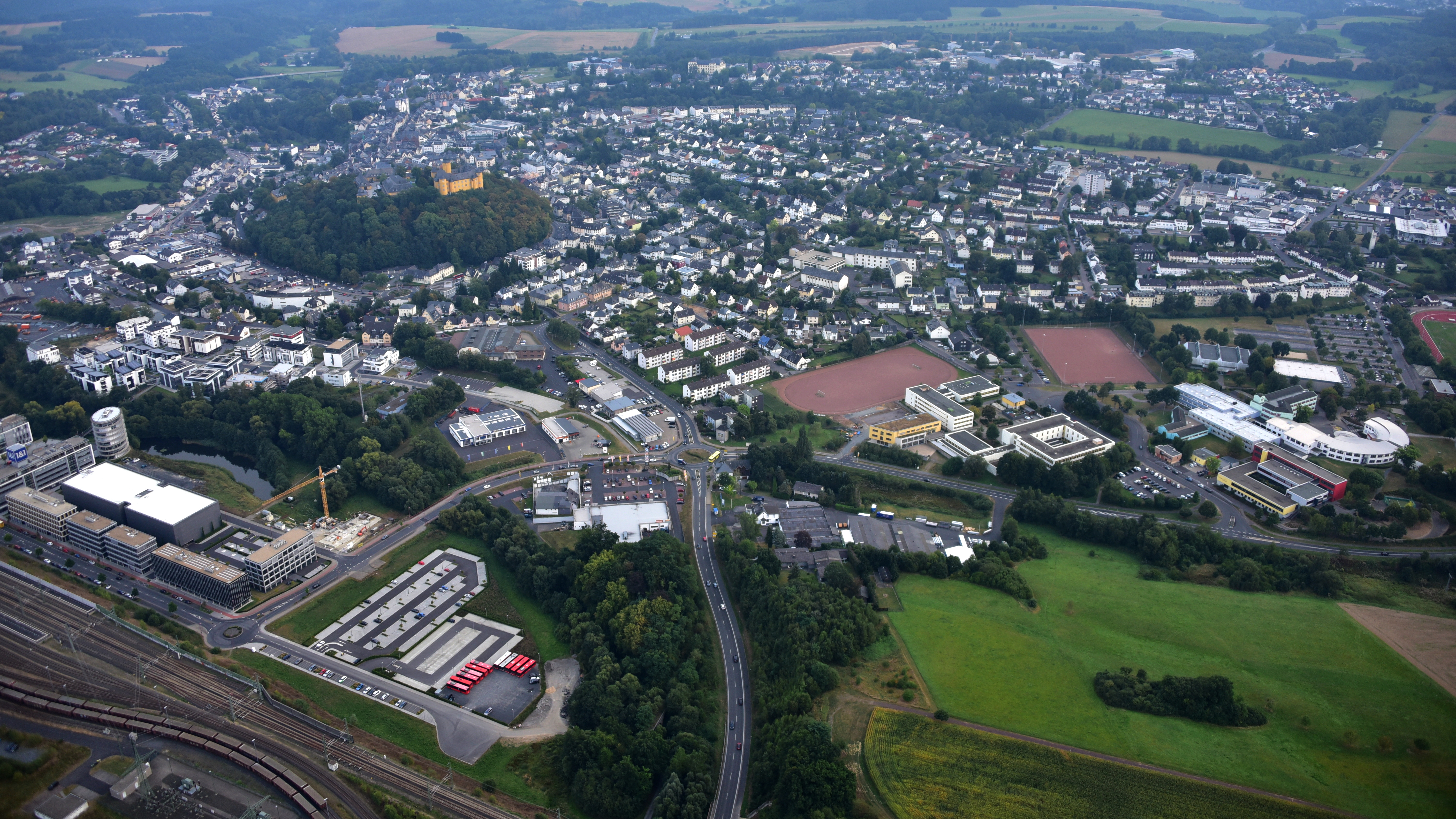
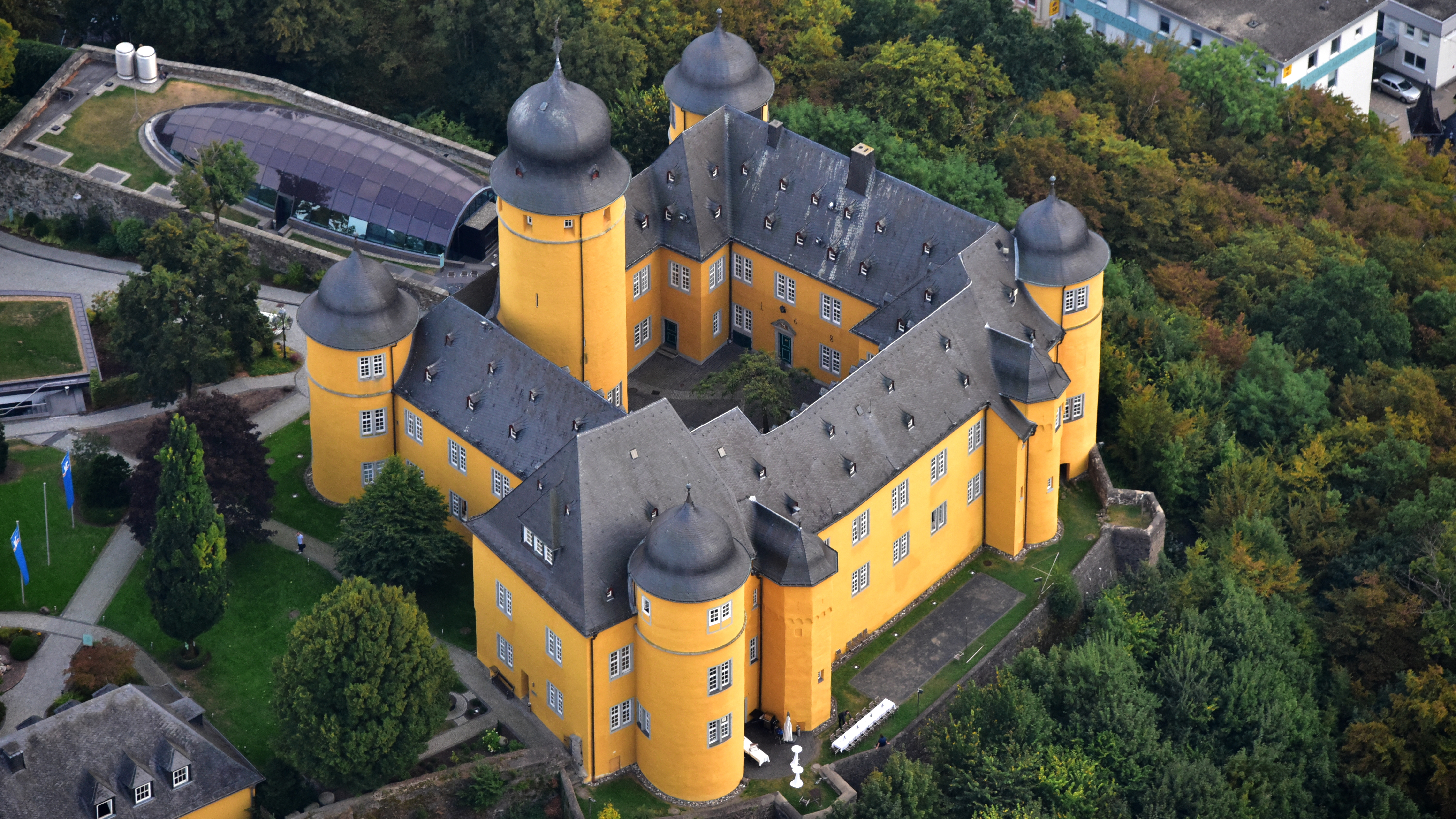
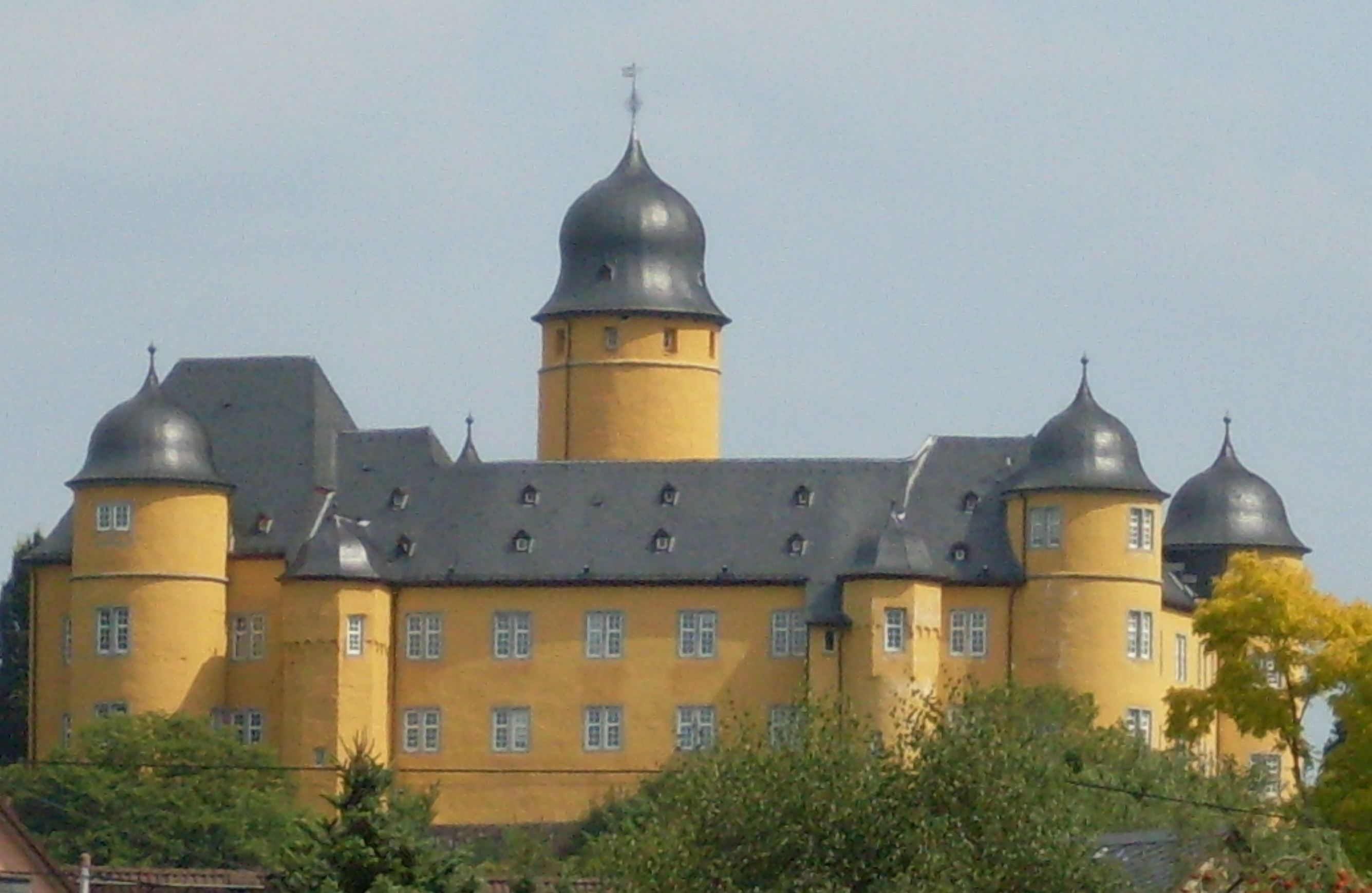
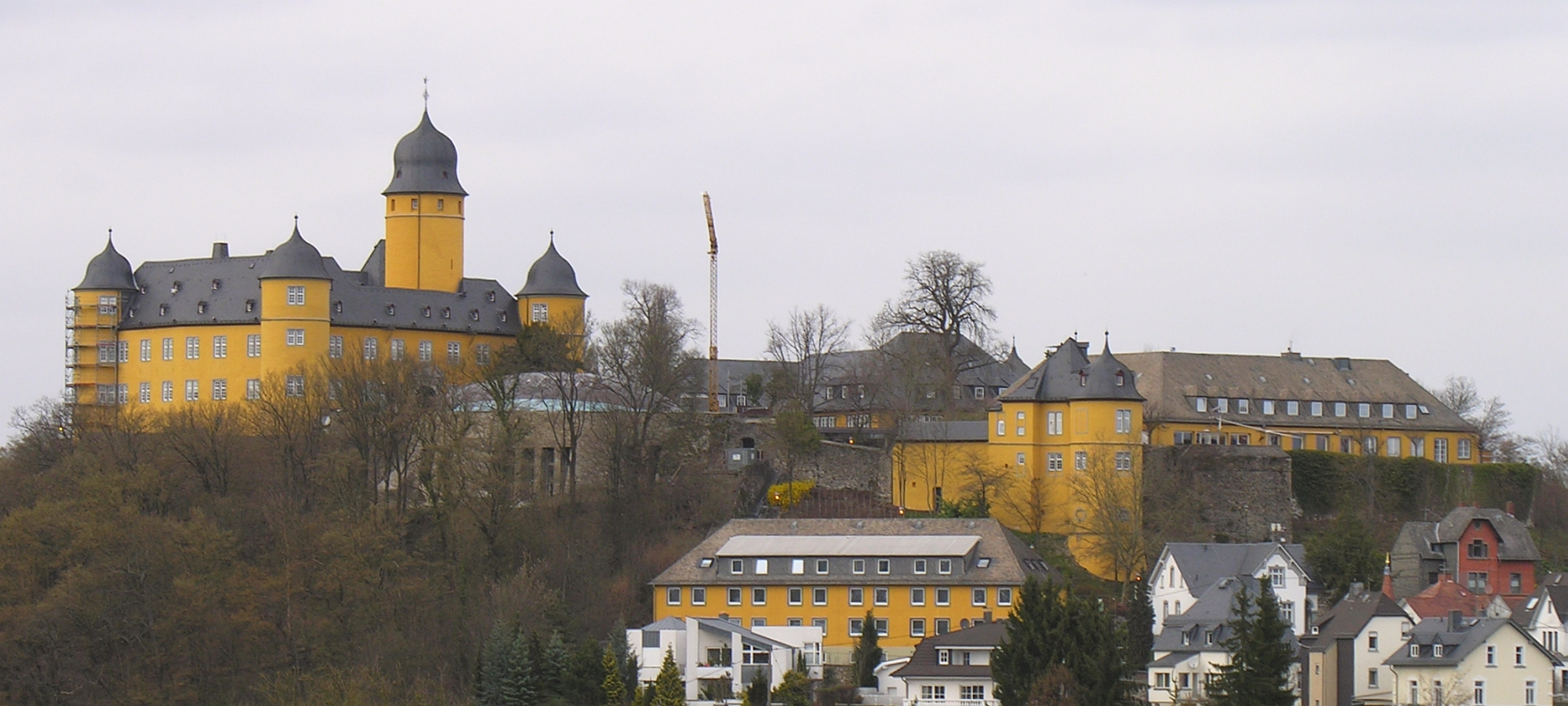
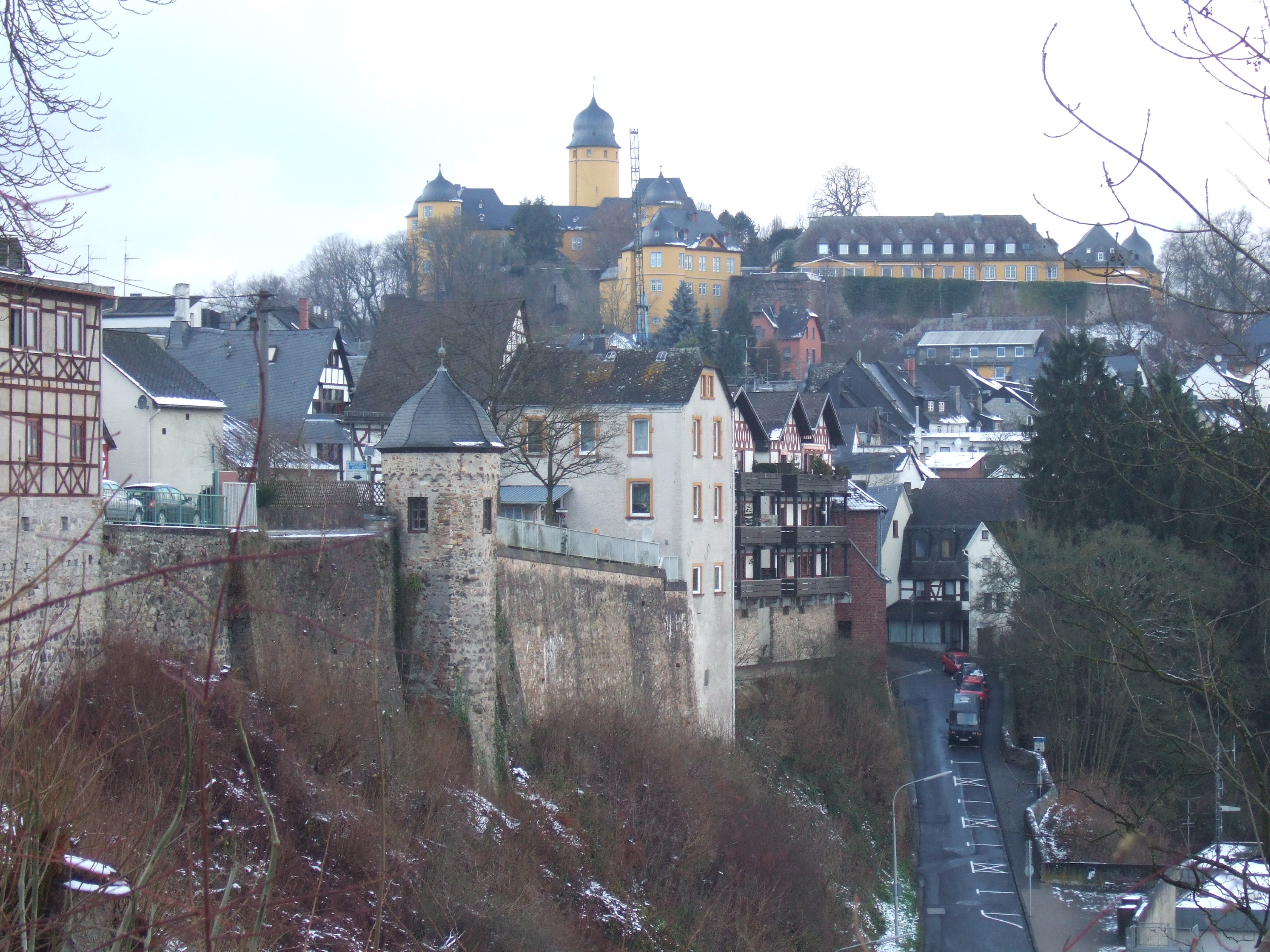
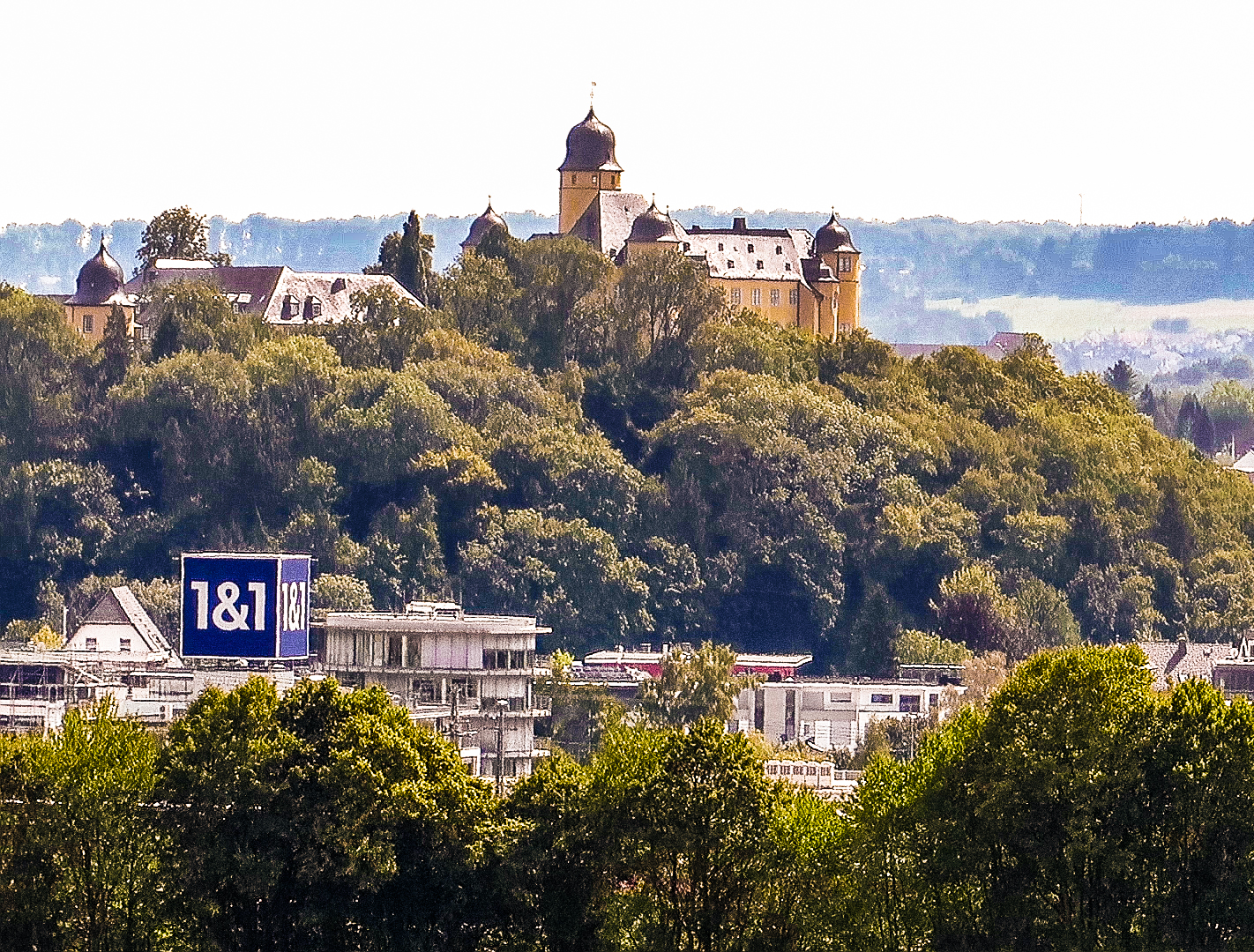